# Maria Elena Camerin
Maria Elena Camerin (ur. 21 marca 1982 w Motta di Livenza) – włoska tenisistka, reprezentantka kraju w Fed Cup, olimpijka z Aten (2004).

## Kariera tenisowa
Zawodową tenisistką była w latach 1997–2015. Startując w zawodach rangi WTA Tour jest dwukrotną finalistką w grze pojedynczej oraz mistrzynią trzech turniejów i finalistką trzech kolejnych imprez.
W latach 2001–2005 i 2015 reprezentowała Włochy w Fed Cup wygrywając jeden mecz i ponosząc pięć porażek.
W 2004 zagrała w konkurencji gry pojedynczej na igrzyskach olimpijskich w Atenach dochodząc do drugiej rundy, w której uległa Amélie Mauresmo.
W rankingu gry pojedynczej Camerin najwyżej była na 41. miejscu (11 października 2004), a w klasyfikacji gry podwójnej na 33. pozycji (31 lipca 2006).

## Finały turniejów WTA Tour
| Legenda                | Legenda |
| ---------------------- | ------- |
| Wielki Szlem           |         |
| Igrzyska olimpijskie   |         |
| WTA Tour Championships |         |
| 1988 – 2008            |         |
| Kategoria I            |         |
| Kategoria II           |         |
| Kategoria III          |         |
| Kategoria IV           |         |
| Kategoria V            |         |

### Gra pojedyncza 2 (0–2)
| Końcowy wynik | Nr | Data             | Turniej    | Nawierzchnia | Przeciwniczka  | Wynik finału     |
| ------------- | -- | ---------------- | ---------- | ------------ | -------------- | ---------------- |
| Finalistka    | 1. | 23 lipca 2001    | Casablanca | Ceglana      | Zsófia Gubacsi | 6:1, 3:6, 6:7(5) |
| Finalistka    | 2. | 24 września 2006 | Portorož   | Ceglana      | Tamira Paszek  | 5:7, 1:6         |

### Gra podwójna 6 (3–3)
| Końcowy wynik | Nr | Data                | Turniej    | Nawierzchnia | Partnerka            | Przeciwniczki                           | Wynik finału  |
| ------------- | -- | ------------------- | ---------- | ------------ | -------------------- | --------------------------------------- | ------------- |
| Finalistka    | 1. | 8 stycznia 2005     | Gold Coast | Twarda       | Silvia Farina Elia   | Jelena Lichowcewa Magdalena Maleewa     | 3:6, 7:5, 1:6 |
| Zwyciężczyni  | 1. | 21 września 2005    | Kanton     | Twarda       | Emmanuelle Gagliardi | Neha Uberoi Shikha Uberoi               | 7:6(5), 6:3   |
| Zwyciężczyni  | 2. | 9 października 2005 | Taszkent   | Twarda       | Émilie Loit          | Anastasija Rodionowa Galina Woskobojewa | 6:3, 6:0      |
| Zwyciężczyni  | 3. | 23 lipca 2006       | Cincinnati | Twarda       | Gisela Dulko         | Marta Domachowska Sania Mirza           | 6:4, 3:6, 6:2 |
| Finalistka    | 2. | 30 lipca 2006       | Stanford   | Twarda       | Gisela Dulko         | Anna-Lena Grönefeld Szachar Pe’er       | 1:6, 4:6      |
| Finalistka    | 3. | 8 października 2006 | Taszkent   | Twarda       | Emmanuelle Gagliardi | Wiktoryja Azaranka Tacciana Puczak      | walkower      |